# Eucinostomus
Eucinostomus é um gênero de peixes sul-americanos de água doce.

## Espécies
- Eucinostomus argenteus S. F. Baird & Girard, 1855
- Eucinostomus currani Zahuranec, 1980[2]
- Eucinostomus dowii (T. N. Gill, 1863)[3]
- Eucinostomus entomelas Zahuranec, 1980[2]
- Eucinostomus gracilis (T. N. Gill, 1862)
- Eucinostomus gula (G. Cuvier & Valenciennes, 1824)[2]
- Eucinostomus harengulus Goode & T. H. Bean, 1879
- Eucinostomus havana (Nichols, 1912)
- Eucinostomus jonesii (Günther, 1879)
- Eucinostomus melanopterus (Bleeker, 1863)